# 국립무용단
국립무용단(國立舞踊團)은 1962년 창단된 대한민국의 무용단이다. 전통 춤을 무대화할 뿐 아니라 그 정신을 바탕으로 오늘에 맞는 한국을 대표하는 작품을 만드는 데 주력하고 있다. 서울특별시 중구 장충단로 59 국립극장에 위치하고 있다.

## 주요 작품
- Soul 해바라기(2006)
- 도미부인(2012)
- 그대 논개여(2012)
- 코리아 환타지(2004~)
- 단(壇)(2013)
- 묵향(墨香)(2013)

## 주요 인물
- 송범
- 조흥동
- 최현
- 국수호
- 배정혜
- 김현자

## 같이 보기
- 국립극장
  - 국립창극단
  - 국립국악관현악단